# Frittura bassa

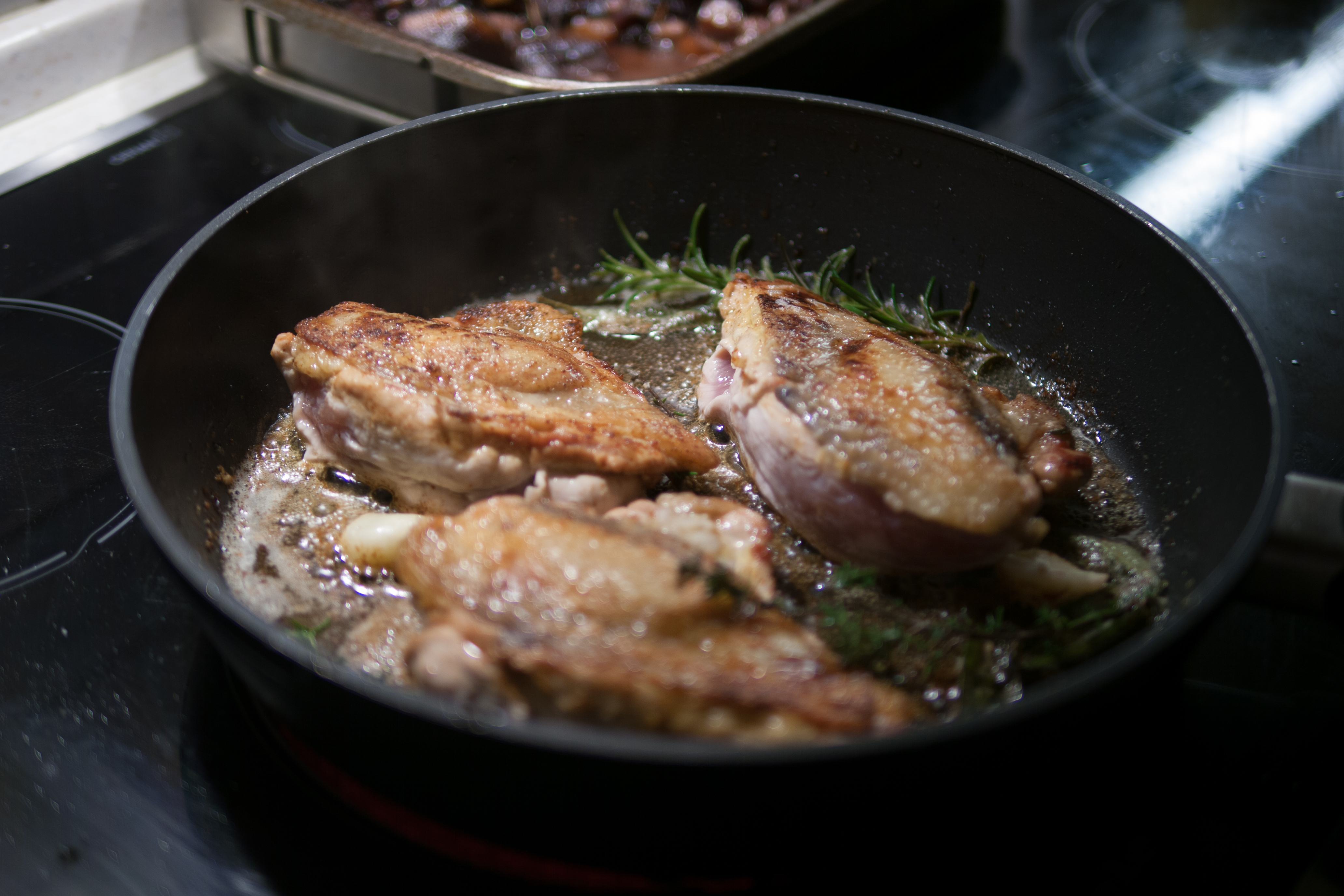
Fette di carne fritte basse con il rosmarino

La frittura bassa è una tecnica di cottura che consiste nel cuocere il cibo in uno strato poco profondo e preriscaldata di grasso, burro chiarificato, olio o una miscela dei tre ingredienti. Si usa tipicamente per preparare tagli di carne e pesce in porzioni, polpette e frittelle. Può essere usata anche per cuocere le verdure.
I cibi a bassa frittura sono spesso impastellati: in generale, le coperture protettive non sono necessarie, ma in alcuni casi, specialmente per piccoli tagli di vitello, pesce o fegato, infarinare le superfici aiuterà a colorirle. Il pangrattato si usa frequentemente e dà un particolare gusto al piatto quando viene cotto. Il condimento dovrebbe essere aggiunto poco prima della cottura, tranne quando si fa prima dell'impanatura o della copertura.
La frittura bassa è un processo ad alto calore, che favorisce l'imbrunimento e, in alcuni casi, una reazione di Maillard. Poiché il cibo è solo parzialmente sommerso dalla materia grassa (di qui il nome, in contrapposizione alla "frittura profonda", che prevede l'immersione totale nella materia grassa), deve essere parzialmente rivoltato durante il processo di cottura. Alcuni cuochi raccomandano di cuocere prima il lato di "presentazione" del cibo, perché questo si brunirà meglio.